# ラファエル・モレノ (野球)
ラファエル・カンディド・モレノ（Rafael Candido Moreno, 1995年2月11日 - ）は、ブラジル・サンパウロ出身の元プロ野球選手（投手）。

## 経歴
2011年11月28日に、ボルチモア・オリオールズとマイナー契約を結びプロ入り。
2012年は、傘下ルーキーリーグのドミニカン・サマーリーグ・オリオールズで14試合（うち先発12試合）に登板し、2勝3敗、防御率3.86を記録した。また11月には、第3回WBC予選のブラジル代表に選ばれた。
2013年は開幕前に第3回WBC本戦のブラジル代表に選出されたが、登板機会は無かった。シーズンでは、傘下ルーキーリーグのドミニカン・サマーリーグ・オリオールズで14試合（全て先発）に登板し、7勝2敗、防御率1.23を記録した。
2014年5月30日に制限リスト入りし、以後の試合出場はない。